# Île Cachée
Île Cachée – wysepka w grupie Wysp Wewnętrznych, w obszarze Morskiego Parku Narodowego Sainte Anne w Republice Seszeli. Leży tuż przy północno-zachodnich wybrzeżach Cerf Island, z którą uzyskuje połączenie w czasie odpływu.